# اليانور هنت
اليانور هنت (بالإنجليزية: Eleanor Hunt)‏ هي ممثلة أمريكية، ولدت في 10 يناير 1910 بنيويورك في الولايات المتحدة، وتوفيت في 12 يونيو 1981 بكوينز في الولايات المتحدة.

## وصلات خارجية
- اليانور هنت على موقع IMDb (الإنجليزية)
- اليانور هنت على موقع ألو سيني (الفرنسية)
- اليانور هنت على موقع أول موفي (الإنجليزية)
- اليانور هنت على موقع قاعدة بيانات برودواي على الإنترنت (الإنجليزية)
- اليانور هنت على موقع قاعدة بيانات الأفلام السويدية (السويدية)
- اليانور هنت على موقع قاعدة بيانات الفيلم (الإنجليزية)
- اليانور هنت على موقع كينوبويسك (الروسية)